# عشب الربيع العطري
عشب الربيع العطري  أو عشب الربيع الحلو أو حبوب الدريس أو أنثوكسانتم أو نجيل عَطِر (الاسم العلمي: Anthoxanthum odoratum) هو نوع من النباتات يتبع جنس عشب الربيع من الفصيلة النجيلية.

## الموئل والانتشار
ينتشر في بلاد الشام والمغرب العربي وكل مناطق أوروبا والقوقاز.